# Guitar Hero (computerspel)
Guitar Hero is een muziekspel ontwikkeld door Harmonix Music Systems en eind 2005 uitgebracht voor de PlayStation 2.
Het spel bevat een gitaarvormige controller waarmee de speler speelt. Tijdens het spel scrollen muzieknoten over het scherm. De bedoeling is dat de speler knoppen op de controller indrukt, synchroon met de muziek.
Spelontwikkelaar Harmonix maakte eerder muziekspellen voor de PS2, zoals FreQuency en Amplitude. De mogelijkheid om de controller te gebruiken als een muziekinstrument was al aanwezig in deze spellen. Volgens hoofdontwerper Rob Kay was het idee voor Guitar Hero geïnspireerd door Konami's Guitar Freaks.
Na de release ontving Guitar Hero prijzen voor zijn speelse innovatie en soundtrack en werd een verkoopsucces. Het spel bevat 47 rock- en metal-nummers in verschillende stijlen en tijdperken van voornamelijk populaire artiesten, waarbij sommige nummers als coverversie in het spel werden gevonden vanwege licentieconflicten met de muziekindustrie.

## Trivia
- Het spel is opgenomen in het boek 1001 Video Games You Must Play Before You Die van Tony Mott.